# 존 시타라스
존 시타라스(영어: John Sitaras)는 시타라스 운동법의 창안자이자 뉴욕의 ‘시타라스 피트니스’의 설립자로 알려진 미국의 전문 체육인이다.

## 초년 시절
시타라스는 1972년 그리스의 히오스에서 태어났다. 그의 가족은 그가 태어난 지 3개월이 됐을 때 미국으로 이주해 브루클린에 정착했다. 그는 범죄 조직의 폭력이 난무한 험한 환경 속에서 성장했다. 자신의 마른 체구를 의식한 그는 17세에 보디빌딩을 시작해, 일 년 안에 시합에 출전하기 시작했고, 1992년 첫 번째 지역 결선에서 4위에 입상했다. 그 무렵 브루클린 대학에 등록해서 의학, 심리학, 영양학 등을 공부했다. 1993년 경제적인 이유로, 학업을 중단하고 보디빌딩에 전념했다.
1995년 친한 친구인 보리스 레비츠키와 브루클린의 한 식당에서 점심을 먹다가 폭력배들의 공격을 받아 그의 친구는 죽고 자신은 5개월 동안 휠체어 신세를 져야 했다. 그 공격으로 보디빌딩 경력은 중단됐고 그는 심각한 우울증에 빠졌다. 회복된 후에 시타라스는 한동안 주차안내, 트럭 운전, 연기 등 여러 잡일을 했다. 그런 다음 그는 체육에 대한 흥미를 되찾아 지역의 체육관에서 일하면서 고객을 확보하고 명성을 쌓아갔다. 그는 또한 레녹스 병원에 있는 미국통증학회와 일하면서 18개월 동안 급성 및 만성 통증, 근경련의 처치를 위한 시스템과 전후(pre/post)재활치료 규약을 배웠다.

## 시타라스 체육관
전문 체육인으로서 경력 초기에 시타라스는 자신만의 시스템을 개발했고, 추종자들이 꽤 생기면서 자신의 체육관을 열 계획에 착수했다. 거의 1천 5백만 달러를 투자한 월스트리트의 유명한 고객들에 힘입어 ‘시타라스 피트니스’는 2007년 11월 맨하탄 북동부(어퍼이스트사이드)에 문을 열었다. 이 체육관은 즉시 투자 거물 조지 소로스, 경제학자이나 연방 준비 제도이사회의 전 의장인 폴 볼커, 제너럴 일렉트릭의 전 최고경영자인 잭 웰치, 음반사 대표인 데이비드 게펜, 미국개조자동자경주대회(NASCAR)의 챔피언 지미 존슨 등 저명 인사들이 애호하는 곳이 됐다.
운동 프로그램과는 별도로 체육관은 또한 이러한 회원들 간의 자연스러운 사교의 장소가 됐다. 그러다 보니, 사업이 잘 안 되는 회원들이 다른 시간 대에 운동할 수 있도록 일정을 조정할 필요도 생겼다. 시타라스는 한 인터뷰에서 단지 유명한 사람들에게 접근하는 것과 같은 ‘엉뚱한 이유로 오는 사람’을 신중하게 가려내야 한다고 말했다. 그는 또한 모든 회원들이 유명한 것은 아니며, 입회의 주요 요건은 높은 동기 의식과 프로그램에 대한 진지한 태도라고 말했다.
2008년 경기 침체의 국면에서 주주들 간에 분쟁이 발생했는데, 9명의 이사회 구성원 중 셋이 회원수와 수익 증대를 목적으로 체육관에 큰 변화를 주기를 원했다. 그들은 시타라스를 최고경영자직에서 밀어내고, 그가 갖고 있던 53%의 지분을 축소하면서 체육관을 좀 더 대중적인 클럽으로 만들고자 했다. 다른 주주들은 시타라스를 지지했고 세 명의 반대자들은 결국 지분을 팔고 탈퇴했다. 체육관 회원 수는 200명을 유지했다. (2012년 3월 기준으로 회원은 144명이다.)

### 시타라스 운동법
시타라스 운동법의 특징은 유연성 평가, 심폐적합성, 근력, 지구력, 체지방의 평가 등, 과정 초기에 6-12회에 걸쳐 진행되는 광범위한 측정 시스템에 있다. 시타라스는 각 개인의 유전적 특성, 훈련 수준, 건강 상태, 그리고 목표에 맞춘 운동 프로그램을 짜기 위해 개인의 독특한 근육 구성, 신체 좌우측면 간의 차이, 각 근육의 다양한 부분, 그리고 두 개의 주요한 근 섬유 형태(힘을 위한 근육과 지구력을 위한 근육) 등을 고려한다. 중요한 목표 하나는 근육 균형을 달성하는 것인데, 이는 미적 형태, 근력, 유연성과 같은 좀 더 구체적인 목표를 달성하고 더 뛰어난 운동 능력을 키우기 위한 기초가 된다. 회원은 최소 일주일에 두 번 이상 운동해야 하고, 신원확인을 받아야 한다. 운동 방식은 지속적으로 변형되고 회원은 주기적으로 모든 측면에서 재평가를 받아야 한다.
이 운동법은 또한 신체 회복에 사용되기도 한다. 이 운동법으로 혜택을 본 사람 중 하나인 잭 웰치는 포도상구균 감염으로 팔다리가 불구가 됐었는데 이 프로그램으로 회복될 수 있었다고 한다.
존 시타라스는 전국에 방영되는 TV 프로그램에 정기적으로 출연하면서 운동이 일생에 미치는 효과를 다양한 예를 통해서 설명한다.

### 지미 존슨
시타라스 운동법과 가장 밀접하게 연관된 사람의 하나는 미국개조자동차경주대회(NASCAR)의 선수인 지미 존슨이다. 지미 존슨은 2007년 올해의 선수로 뽑힌 직후, 존 시타라스와 협력하기 시작했다. 최초의 측정에서 지속적인 좌회전 과정에서 중력을 상쇄하는 데 적응하느라 그의 신체 절반이 훨씬 경직돼 있다는 것이 밝혀졌다. 시타라스는 존슨의 근력 균형을 맞추기 위한 특별 운동과 달리기 계획을 준비했고 적절한 식이요법을 강조했다. 2년 후에, 존슨의 체지방은 20%에서 8%로(그의 얼굴 형태의 변화로도 알 수 있을 정도) 떨어진 반면에 근력과 체력은 엄청나게 증대했다.
지미 존슨은 자동차 경주 선수로선 처음으로 AP(Associated Press)의 올해의 남자 선수(2009)가 됐고 가장 최근인 2010년을 포함해서 네 번이나 올해의 선수(Driver of the Year)가 됐다. 그가 시타라스와 협력해온 일화와, 그의 경력에서 건강과 영양의 중요성에 관해 다양한 전국매체가 다뤄왔다. 그는 또한 이 운동법을 게인스코 팀(자동차 경주 팀)에게 전수했다.

### 해외 진출
2012년 존 시타라스는 대한민국의 특급 호텔인 신라호텔과 협력 계약을 체결하고 2013년 8월 1일 서울에 ‘신라-시타라스 피트니스 센터’를 연다고 발표했다.

## 자선 사업
2008년 시타라스 피트니스는 뉴욕에서 열리는 ‘그레이스 공주 기념 시상식’ 경매의 대표 기부자가 됐다. 존 시타라스는 아이들을 마약과 알코올 중독으로부터 보호하고 학업 성적이 우수하고 건강한 생활을 하는 아이들을 격려할 목적으로 데릭 지터가 설립한 재단인 턴투기금(Turn 2 Foundation)을 위한 특별 초청 연사가 됐다. 브루클린 토박이로서 시타라스는 브루클린과 브롱크스의 아이들이 신체 건강에 각별히 힘쓰고 각자의 꿈을 실현하도록 지도했다.
2012년 7월 7일, 알렉산더 소로스가 후원하고 뉴욕 브리지햄튼에서 열린 공개 모금행사에서, 천연자원과 관련된 분쟁, 부패, 환경 오염 및 인권 침해에 대항해 싸우는 운동 단체인 NGO 글로벌 휘트니스(NGO Global Witness)를 위해서 시타라스 피트니스 운동 패키지 상품이 경매에 부쳐졌다.
존 시타라스는 2012년에 열린 ‘경계 너머’ 행사에서 고층빌딩을 자일을 이용해 내려옴으로써 미국암학회를 위한 모금에 기여했다.